# كارولينا غيرا
كارولينا غيرا (بالإسبانية: Carolina Guerra)‏ هي عارضة ومتسابقة ملكة الجمال وممثلة كولومبية، ولدت في 30 يوليو 1986 في كولومبيا.

## وصلات خارجية
- كارولينا غيرا على موقع IMDb (الإنجليزية)
- كارولينا غيرا على موقع قاعدة بيانات الفيلم (الإنجليزية)